# منتخب الجزائر لكرة السلة للسيدات
منتخب الجزائر لكرة السلة للسيدات هو المنتخب الوطني الذي يمثل كرة السلة الجزائرية للسيدات في مختلف المنافسات الدولية.

## تاريخ
وجاء في المركز الرابع في بطولة كرة السلة السيدات الأفريقية عام 1968 والسادس في دورة الألعاب الأفريقية عام 2007. فاز بالألعاب العربية عام 1985، وفاز بالميدالية البرونزية في دورة الألعاب العربية عام 2004.
لم تشارك أبدا في بطولة العالم لكرة السلة للسيدات أو الألعاب الأولمبية.

## وصلات خارجية
- الموقع الرسمي للإتحادية الجزائرية لكرة السلة